# Bandholm Frugtplantage
Bandholm Frugtplantage var en økologisk frugtplantage på Lolland, grundlagt i 1999 af Anne og Lars Albrektsen. Frugtplantagen lå i udkanten af Bandholm. I begyndelsen producerede plantagen kun frugt, men sidenhen blev en stor del frugten forarbejdet til blandt andet marmelade, æblemost og kompot. 
I 1999 tilplantede parret 1,5 hektar med æbletræer, og siden blev frugtplantagen støt udvidet til otte hektar, hvilket svarer til 30.000 frugttræer. Bandholm Frugtplantage dyrkede på sit højdepunkt 11 æblesorter, fem blommesorter og fire pæresorter. Derudover blev der dyrket stikkelsbær, hyben, jostabær og brombær på plantagen, som indgik i marmeladeproduktionen.
Bandholm Frugtplantage har deltaget i projektet Grøn Klynge siden 2009, med blandt andet produktudvikling for andre producenter i et nyindrettet køkken på frugtplantagen, et køkken etableret med støtte fra Landdistriktgruppen Lolland.
I 2018 valgte parret at sælge Bandholm Frugtplantage og flyttede i stedet til Ærø. De ønskede at stoppe, mens legen var god. Den lokale avis, Lolland-Falsters Folketidende, skrev i den forbindelse, at en lollandsk fødevaresucces lukkede.